# Falsomesosella mediofasciata
Falsomesosella mediofasciata är en skalbaggsart som beskrevs av Stefan von Breuning 1968. Falsomesosella mediofasciata ingår i släktet Falsomesosella och familjen långhorningar. Inga underarter finns listade i Catalogue of Life.